# モーリス・ウィルキンス
モーリス・ヒュー・フレデリック・ウィルキンス（Maurice Hugh Frederick Wilkins, 1916年12月15日 - 2004年10月5日）はイギリスの生物物理学者。X線構造回折の分野で多くの業績を残した。

## 生涯
ウィルキンスはニュージーランドのパンガロアで生まれ、6歳のときに家族とともにイギリスに引っ越す。ケンブリッジ大学のセント・ジョンズ・カレッジで物理学を専攻し、1940年にバーミンガム大学で博士号を得る。第二次世界大戦中にはカリフォルニア大学バークレー校でマンハッタン計画に参加する。
戦後、核物理学から離れ、ロンドンのキングス・カレッジ・ロンドンで同僚のロザリンド・フランクリンらとともにX線回折によるDNAの構造研究を始めた。ケンブリッジ大学のキャベンディッシュにいたフランシス・クリックとジェームズ・ワトソンは、ウィルキンスらのX線回折の写真を参考にして、DNAの二重螺旋構造を推定し、フランクリンを除き、1962年にノーベル生理学・医学賞を受賞することになる。X線回折写真の業績はフランクリンによるものが大きいが、彼女は1958年に死去している。
1959年王立協会フェロー選出。2004年に87歳で死去するまで、キングス・カレッジ・ロンドンの生物物理学教授をつとめ、染色体のDNAの存在様式を研究していた。